# جیدن مارتل
جیدن ویزلی لیبرهر (به انگلیسی: Jaeden Lieberher) که با نام هنری جیدن مارتل شناخته شده‌است، بازیگر آمریکایی است. مارتل در ۴ ژانویه ۲۰۰۳ در فیلادلفیا ، پنسیلوانیا متولد شد. پدرش وس لیبرهر ، سرآشپز اجرایی مستقر در لس آنجلس و مادرش آنجلا ترزا مارتل است و مادربزرگ مادری وی چیسان مارتل کره ای است. وی در فیلادلفیای جنوبی بزرگ شد و در سال ۲۰۱۱، هنگامی که هشت ساله بود، به لس آنجلس نقل مکان کرد
همچنین مارتل در سال ۲۰۱۷ محبوبیت بیشتری برای حضور در فیلم «آن»پیدا کرد.

## فعالیت حرفه ای

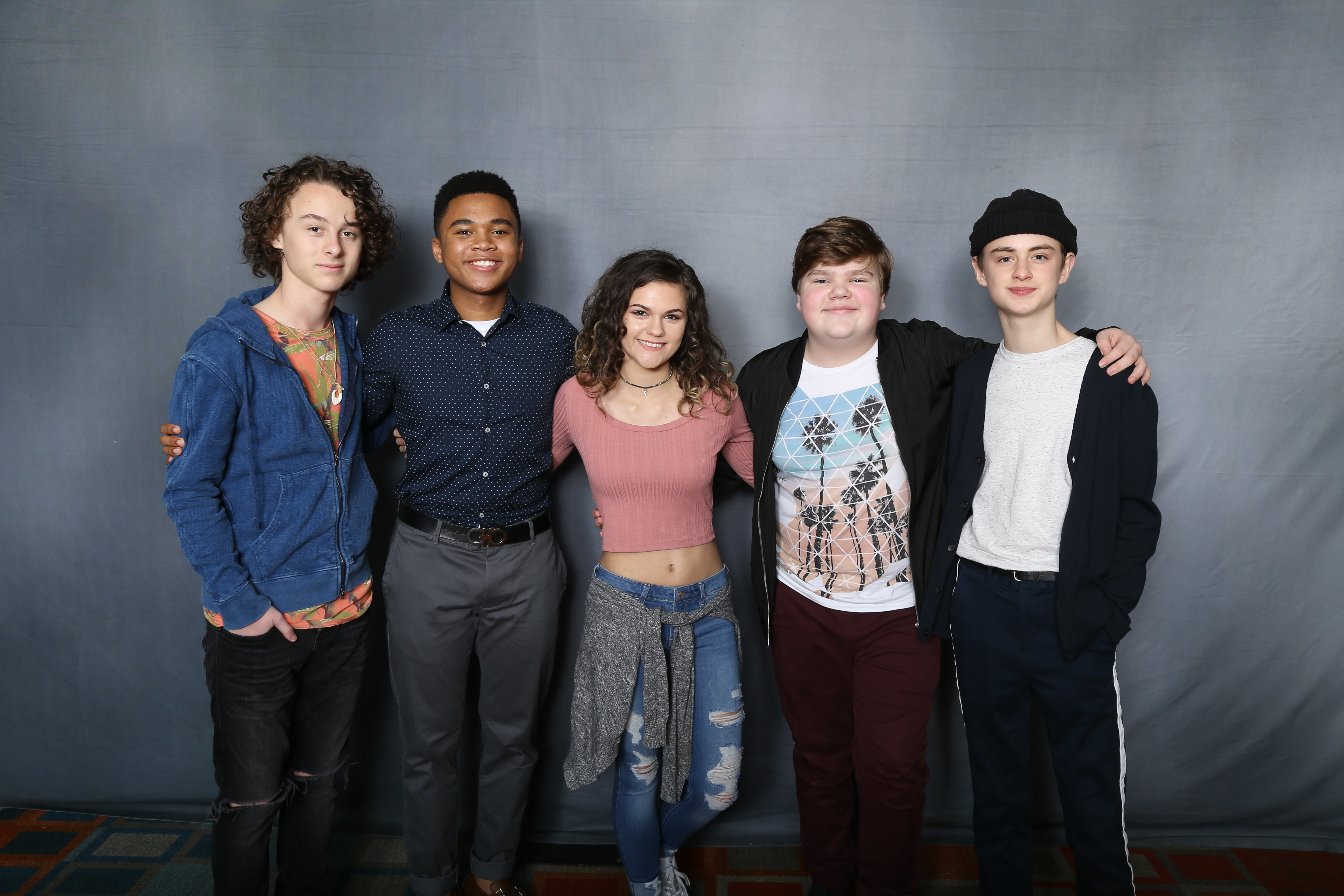
بخشی از بازیگران فیلم It (2017) در PCCC2018. از چپ به راست: وایات اولف، چوزن جیکوبز، طرفدار ناشناس، جرمی ری تیلور و جیدن مارتل (با نام خانوادگی لیبرهر)

اولین حضور وی در مقابل دوربین به عنوان بازیگر، برای ساخت تیزرهای تبلیغاتی شرکت هات ویلز رقم خورد و پس از آن نیز در تیزرهای مختلف تبلیغاتی از جمله تیزرهایی برای شرکت هایی هم چون گوگل ، هیوندای موتور، لیبرتی میچوال ، جنرال الکتریک ، Verizon Fios و Moneysupermarket.com رقم خورد. اولین نقش مهم وی در فیلم سینمایی بلند وینسنت مقدس در سال 2014 بود که در آنجا در کنار بیل مری بازی کرد. همین امر موجب شد تا بیل مری بعدها یعنی در سال 2018 مارتل را به کامرون کرو برای برای بازی در فیلم آلوها پیشنهاد کرد و در نهایت در سال 207 توانست در جایگاه نقش اصلی یک فیلم سینمایی حضور یابد و با همین عنوان، در فیلم کتاب هنری ، در مقابل دوربین کالین ترورو به ایفای نقش پرداخت. گفتنی است مارتل برای بازی در نقش بیلی دنبرا در فیلم ترسناک و ماورا طبیعی ایت و حضور مستمر ولی در فصل بعدی اثر، بیشتر به رسمیت شناخته شد. 
مارتل بیش‌تر برای بازی در نقش بیلی دنبرا در فیلم فراطبیعی  ترسناک آن که بر اساس رمانی از استیون کینگ ساخته شده، مشهور است که یکی از تاثیر گزار ترین فیلم ها است. ویژه نیمه‌شب ، ماجراهای واقعی وولف بوی و کتاب هنری و مینی سریال دفاع از جیکوب از دیگر آثار مارتل است و او همچنین در فیلمی به نام چاقوکشی نیز ایفای نقش کرد.

## فیلم‌شناسی

### فیلم‌ها
| فیلم               | نقش                | سال تولید |
| ------------------ | ------------------ | --------- |
| گریف               | بچه                | ۲۰۱۳      |
| وینسنت مقدس        | اولیور             | ۲۰۱۴      |
| بازی آرام نقش      |                    | ۲۰۱۴      |
| آلوها              |                    | ۲۰۱۵      |
| ویژه نیمه‌شب        | آلتون              | ۲۰۱۶      |
| تأیید              | آنتونی             | ۲۰۱۶      |
| کتاب هنری          | هنری               | ۲۰۱۷      |
| آن                 | بیلی دنبرا         | ۲۰۱۷      |
| آسفالت ۶: آدرنالین |                    | ۲۰۱۸      |
| آن۲                | بیلی دنبرا(نوجوان) | ۲۰۱۹      |
| جزر و مد خفیف      |                    | ۲۰۱۹      |
| چاقوکشی            |                    | ۲۰۱۹      |
| کلبه               |                    | ۲۰۱۹      |
| تلفن آقای هرینگتون | کریگ               | ۲۰۲۲      |
| اربابان متال       |                    | ۲۰۲۲      |

### مجموعه‌های تلویزیونی
|   | مجموعه        |  | نقش   | سال تولید | یادداشت |
| - | ------------- |  | ----- | --------- | ------- |
| ۱ | کارشناسان سکس |  | جانی  | ۲۰۱۵-۲۰۱۶ | ۱۱ قسمت |
| ۲ | دفاع از جیکوب |  | جیکوب | ۲۰۲۰      | ۸ قسمت  |